# Usina Hidrelétrica de Cana Brava
A Usina Hidrelétrica de Cana Brava está localizada no curso principal do Rio Tocantins (ou Maranhão como é conhecido na região) no estado de Goiás, entre os municípios de Minaçu e Cavalcante. A usina conta com três turbinas hidráulicas tipo Francis, com 150 MW, totalizando 450 Megawatts de capacidade de geração de energia.
A usina possui um reservatório a fio d'água, o Lago de Cana Brava com área inundada de 139 km² e volume total de 2,3 bilhões de m³ de água, abrangendo os municípios de Minaçu, Cavalcante e Colinas do Sul. O Lago de Cana Brava se beneficia do reservatório da Usina Hidrelétrica Serra da Mesa, localizada a montante.
A empresa Engie Brasil é a responsável pela operação da usina, tendo concessão válida até 2033.
Dentre os três municípios atingidos pelo reservatório da Usina Hidrelétrica de Cana Brava, Minaçu é que possui o perímetro urbano mais próximo tanto do reservatório, estando ao lado do mesmo, e da usina hidrelétrica está distante apenas 19 km.